# فهرست میراث فرهنگی ناملموس در یونان
فهرست میراث ناملموس در یونان شامل ۱۰ میراث ناملموس است.
گنجاندن عناصر جدید میراث در فهرست‌های میراث فرهنگی ناملموس توسط کمیته بین‌دولتی برای حفاظت از میراث فرهنگی ناملموس تعیین می‌شود که توسط کنوانسیون تأسیس شده است. این میراث شامل دانش، مهارت‌ها، سنت‌ها، آیین‌ها، زبان‌ها، موسیقی، رقص، هنرهای نمایشی، غذاهای سنتی و دیگر جلوه‌های زنده فرهنگ است. هدف از حفاظت این میراث، حفظ تنوع فرهنگی و هویت‌های بومی در برابر تغییرات جهانی است.
یونان این کنوانسیون را در تاریخ ۳ ژانویه ۲۰۰۷ به تصویب رساند.

## فهرست
1. آشپزی مدیترانه‌ای
2. مصطکی
3. هنر سنگ‌تراشی مرمر تینوس
4. موموئریا، جشن سال نو در هشت روستای منطقه کوزانی، مقدونیه غربی، یونان
5. ربتیکو
6. هنر ساخت خشکه‌چین
7. موسیقی بیزانسی
8. جشن‌های ۱۵ اوت (دِکاپِنتاوگوستوس) در دو جامعه مرتفع در شمال یونان: ترانوس خوروس (رقص بزرگ) در ولاستی و جشن سیراکو.
9. کوچ فصلی، جابجایی دام‌ها به صورت فصلی
10. جشن مسوسپریتسا (جشن حضرت مریم مقدس در میانه فصل کاشت)، جشن بانوی ما در ویرانه‌های باستانی